# 15761 Schumi
15761 Schumi este o planetă minoră (asteroid), cu un diametru de , din centura de asteroizi. A fost descoperită pe 24 septembrie 1992 la Thüringer Landessternwarte Tautenburg⁠(d) de Lutz D. Schmadel și a fost numită după Michael Schumacher. 
Obiectul prezintă o orbită caracterizată de o semiaxă mare de 2,6090868 UAi, o excentricitate de 0,06, o înclinație de 10,49992 ° în raport cu ecliptica.